# Martin Šmíd
Martin Šmíd – fikcyjna postać czechosłowacka, której zabójstwo miało rozpocząć aksamitną rewolucję.
Martin był czechosłowackim studentem Wydziału Matematyki i Fizyki Uniwersytetu Karola, którego rzekomo zabito w czasie ataku policji 17 listopada 1989 podczas demonstracji studentów w Pradze, która rozpoczęła aksamitną rewolucję. Wieść o śmierci Šmída była rozpowszechniana przez Drahomírę Dražską, portierkę w akademiku. Dysydent Petr Uhl uwierzył w wiarygodność tej informacji i przekazał ją w trakcie audycji w Radiu Wolna Europa. Wiadomość o śmierci studenta wywołała szok, a plotkę uważa się za przyczynę upadku reżimu komunistycznego w Czechosłowacji. Działania Drahomíry Dražskiej i motywy jej działania nie były w pełni jasne. Sama mówiła, że zmyśliła tę historię, bo była zdenerwowana brutalnością policji i wskazała na Šmída tylko, dlatego że było to pierwsze nazwisko, które jej przyszło na myśl po nazwisku „Novak”. Sam Martin Šmíd jest dziś wykładowcą i tę historię tłumaczy na swojej stronie internetowej.